# Kaledonischer Kanal

Der Great Glen Way (rot) entlang des Kaledonischen Kanals im Great Glen

Der Kaledonische Kanal (englisch Caledonian Canal) verläuft durch den Great Glen und verbindet die Ost- und Westküste Schottlands.

## Geschichte
Der Kanal wurde von 1803 bis 1822 unter der Leitung des schottischen Ingenieurs Thomas Telford errichtet. Das Projekt diente zur Zeit der Highland Clearances auch zur Schaffung neuer Arbeitsplätze.
Nur etwa ein Drittel der Gesamtlänge des Kanals wurde künstlich geschaffen, ansonsten wurden natürliche Gewässer genutzt. Dies sind, beginnend im Nordosten bei Inverness: Moray Firth (Nordsee), River Ness, Loch Dochfour, Loch Ness, Loch Oich, Loch Lochy, Loch Linnhe und Firth of Lorne (Atlantischer Ozean).
Der Kanal ist 97 km lang und übersteigt eine Scheitelhöhe von 32 m ASL, die er am Loch Oich erreicht. Die beiden Enden liegen auf Meeresniveau. Die Höhenunterschiede werden von insgesamt 29 Schleusen ausgeglichen, teils einzeln, teils in Schleusentreppen, deren längste, Neptune’s Staircase, aus 8 Einzelschleusen besteht und die längste Schleusentreppe in Großbritannien ist.
Der Kanal erlangte niemals die erhoffte wirtschaftliche Bedeutung als Wasserstraße. Heute dient er hauptsächlich der Erholung und dem Tourismus. Er wurde von 1963 bis 2012 von British Waterways bewirtschaftet. Seither ist Scottish Canals zuständig.
2007 wurde der Caledonian Canal von der American Society of Civil Engineers in die Liste der Historic Civil Engineering Landmarks aufgenommen.

## Streckenverlauf

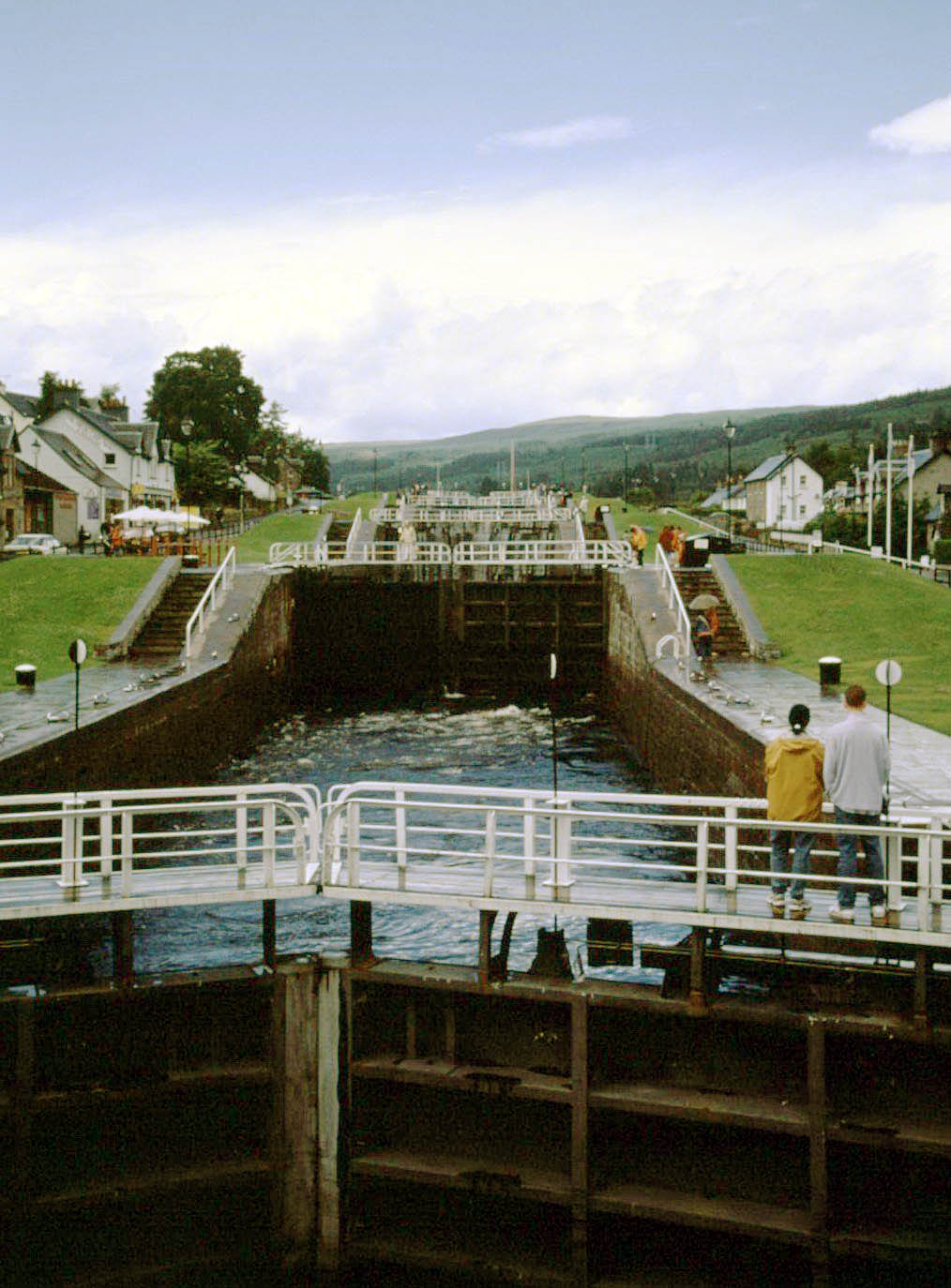
Die Schleusen in Fort Augustus

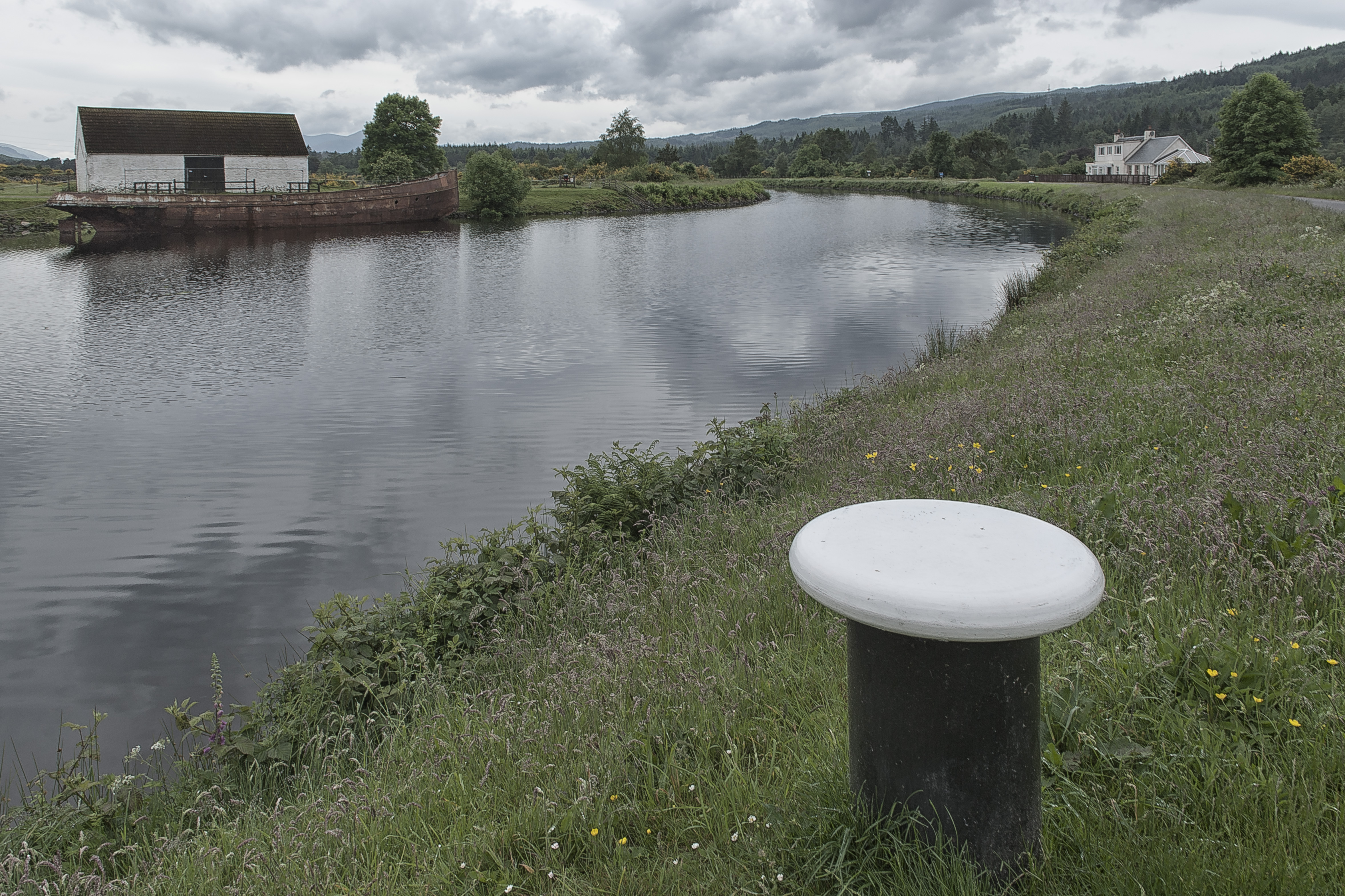
Der Kanal oberhalb von Fort Augustus

| |  | Beauly Firth                                                        |                                                                     |
| U-Bahn-Strecke (außer Betrieb) |  | Clachnaharry Schleuse                                               | Clachnaharry Schleuse                                               |
| Strecke quer · U-Bahn-Kreuzung mit Eisenbahn geradeaus unten (Strecke geradeaus außer Betrieb)                                                                     |  | Far North Line Schwenkbrücke (Bahnstrecke Inverness–Wick)           | Far North Line Schwenkbrücke (Bahnstrecke Inverness–Wick)           |
| U-Bahn-Strecke (außer Betrieb) |  | Clachnaharry (Arbeits-)Schleuse                                     | Clachnaharry (Arbeits-)Schleuse                                     |
| U-Bahn-Haltepunkt / Haltestelle · U-Bahn-Strecke (außer Betrieb)                                                                                                   |  | Muirtown Becken                                                     | Muirtown Becken                                                     |
| |  | A862 Muirtown Schwenkbrücke                                         |                                                                     |
| U-Bahn-Strecke (außer Betrieb) |  | Muirtown Schleusen (4)                                              | Muirtown Schleusen (4)                                              |
| |  | A82 Tomnahurich Schwenkbrücke                                       |                                                                     |
| U-Bahn-Strecke (außer Betrieb) |  | Dochgarroch Schleuse                                                | Dochgarroch Schleuse                                                |
| U-Bahn-Strecke nach rechts (außer Betrieb) |  | Wehr zur Ness                                                       | Wehr zur Ness                                                       |
| |  | Loch Dochfour                                                       |                                                                     |
| |  |                                                                     |                                                                     |
| U-Bahn-Strecke |  |                                                                     |                                                                     |
| |  | Loch Ness                                                           |                                                                     |
| |  |                                                                     |                                                                     |
| U-Bahn-Strecke von links (außer Betrieb) · U-Bahn-Abzweig geradeaus und ehemals nach rechts                                                                        |  | Oich                                                                | Oich                                                                |
| |  | A82 Schwenkbrücke                                                   |                                                                     |
| U-Bahn-Strecke (außer Betrieb) |  | Fort Augustus Schleusen (5)                                         | Fort Augustus Schleusen (5)                                         |
| U-Bahn-Strecke (außer Betrieb) |  | Kytra Schleuse                                                      | Kytra Schleuse                                                      |
| U-Bahn-Strecke (außer Betrieb) |  | Cullochy Schleuse                                                   | Cullochy Schleuse                                                   |
| |  | A82 Aberchalder Schwenkbrücke                                       |                                                                     |
| U-Bahn-Strecke nach links (außer Betrieb) |  | Wehr zur Oich                                                       | Wehr zur Oich                                                       |
| |  | Loch Oich                                                           |                                                                     |
| |  |                                                                     |                                                                     |
| U-Bahn-Strecke |  |                                                                     |                                                                     |
| |  | Laggan Schleusen (2)                                                |                                                                     |
| |  | Loch Lochy                                                          |                                                                     |
| U-Bahn-Strecke von rechts (außer Betrieb) |  | Lochy                                                               | Lochy                                                               |
| U-Bahn-Strecke (außer Betrieb) |  | Obere Gairlochy Schleuse                                            | Obere Gairlochy Schleuse                                            |
| U-Bahn-Strecke |  | Mucomir Wasserkraftwerk                                             | Mucomir Wasserkraftwerk                                             |
| |  | B8004 Schwenkbrücke                                                 |                                                                     |
| U-Bahn-Strecke · U-Bahn-Abzweig geradeaus und von links (Strecke außer Betrieb)                                                                                    |  | Spean                                                               | Spean                                                               |
| U-Bahn-Strecke (außer Betrieb) |  | Untere Gairlochy Schleuse (immer offen)                             | Untere Gairlochy Schleuse (immer offen)                             |
| U-Bahn-Abzweig geradeaus und von rechts (Strecke außer Betrieb) |  | Wehr                                                                | Wehr                                                                |
| U-Bahn-Strecke quer (außer Betrieb) · U-Bahn-Kreuzung geradeaus oben (Querstrecke außer Betrieb) · U-Bahn-Abzweig geradeaus und von rechts (Strecke außer Betrieb) |  | Loy Aquädukt (Bahn und Fluss)                                       | Loy Aquädukt (Bahn und Fluss)                                       |
| U-Bahn-Strecke quer (außer Betrieb) · U-Bahn-Kreuzung geradeaus oben (Querstrecke außer Betrieb) · U-Bahn-Abzweig geradeaus und von rechts (Strecke außer Betrieb) |  | Muirshearlich Aquädukt                                              | Muirshearlich Aquädukt                                              |
| U-Bahn-Strecke (außer Betrieb) |  | Sheangain Aquädukt (Straße und Fluss)                               | Sheangain Aquädukt (Straße und Fluss)                               |
| U-Bahn-Strecke quer (außer Betrieb) · U-Bahn-Kreuzung geradeaus oben (Querstrecke außer Betrieb) · U-Bahn-Abzweig geradeaus und von rechts (Strecke außer Betrieb) |  | Mount Alexander Aquädukt                                            | Mount Alexander Aquädukt                                            |
| U-Bahn-Strecke · U-Bahn-Strecke nach links (außer Betrieb) |  | Lochy                                                               | Lochy                                                               |
| |  | Banavie Schleusentreppe (Neptune’s Staircase) (8)                   |                                                                     |
| |  | A830 Banavie Schwenkbrücke                                          |                                                                     |
| Strecke quer · Strecke quer |  | West Highland Line Schwenkbrücke (Bahnstrecke Fort William–Mallaig) | West Highland Line Schwenkbrücke (Bahnstrecke Fort William–Mallaig) |
| |  | Corpach Doppelschleuse (2)                                          |                                                                     |
| |  | Corpach Schleuse                                                    |                                                                     |
| |  | Loch Linnhe                                                         |                                                                     |

## Maximale Schiffsmaße
| Maximale Länge     | 45,72 m                                |
| Maximale Breite    | 10,67 m                                |
| Maximaler Tiefgang | 4,1 m                                  |
| Maximale Masthöhe  | 35 m (außer Zufahrt Inverness: 27,4 m) |